# Jules Echter von Mespelbrunn
 (juin 2015).
Julius Echter von Mespelbrunn (né le 18 mars 1545 à  Mespelbrunn, mort le 13 septembre 1617 à la forteresse de Marienberg) est prince-évêque de Wurtzbourg et duc de Franconie du 4 décembre 1573 jusqu'à sa mort. 

## Biographie

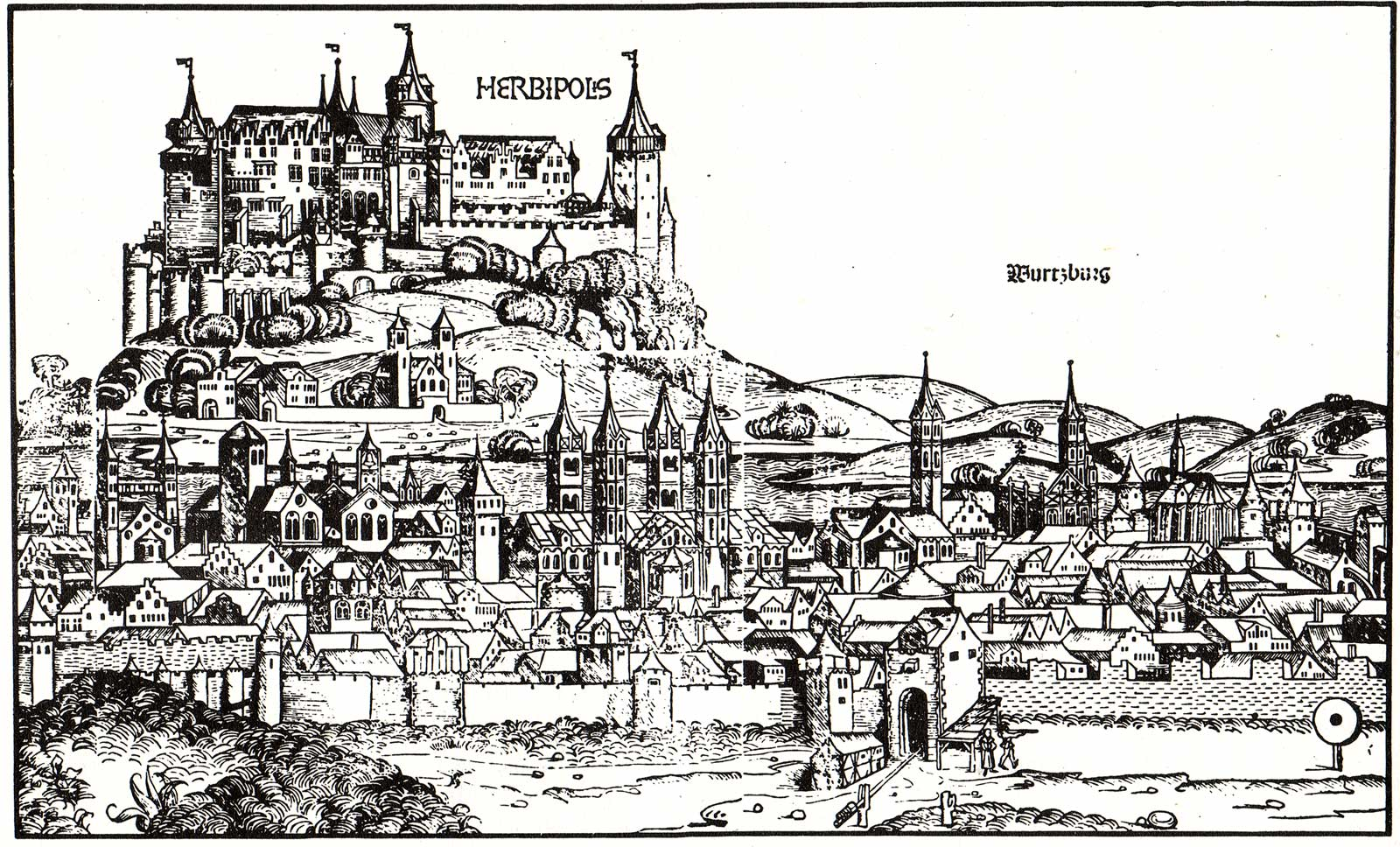
Wurtzbourg à l'époque de Julius Echter von Mespelbrunn

Julius Echter, est le second fils de Pierre Echter von Mespelbrunn (de) (1520–1576)  et de son épouse Gertraud, originaire d'Adelsheim (1525-1583). Il avait quatre frères et quatre sœurs :
- Adolf (1543-1600), le successeur du père comme le château de Mespelbrunn,
- Sebastian (1546-1575),
- Valentin (1550-1624),
- Dietrich (1554-1601),
- Margaret (1549-1611), mariée à Hans Heinrich von Ehrenberg (de)
- Maria (1552-1553),
- Magdalena (1556-1594), mariée à Hans Fuchs Dornheim (de)
- Kordula (1559-1599), mariée à Stephen Zobel de Giebelstadt (de).

Son enfance se déroule au château de Mespelbrunn, où il suit les cours d'un tuteur privé. En 1554, il est étudiant à Aschaffenburg. En 1557, il est fait chanoine à Wurtzbourg. Il fréquente l'école de la cathédrale. En 1559, il va à l'école de la cathédrale de Mayence puis au lycée jésuite de Cologne. En 1561 il étudie à l'université de Louvain. En 1563, il va à l'université de Douai, puis à Paris, Angers et Pavie.
Le 10 novembre 1569 Julius Echter devient chanoine de Wurtzbourg, en 1570 chanoine de Mayence, et en 1571 de Bamberg. Dès 1570, il fait partie du gouvernement épiscopal, et le 4 août 1570, il devient diacre. 
Friedrich von Wirsberg, meurt le 10 novembre 1573, et le 1er décembre 1573, Julius Echter est élu prince-évêque de Wurtzbourg. Son ordination a lieu le 20 mai 1575. Après la mort de l'archevêque de Mayence Daniel Brendel von Homburg, le 22 mars 1582, son pouvoir devient absolu.

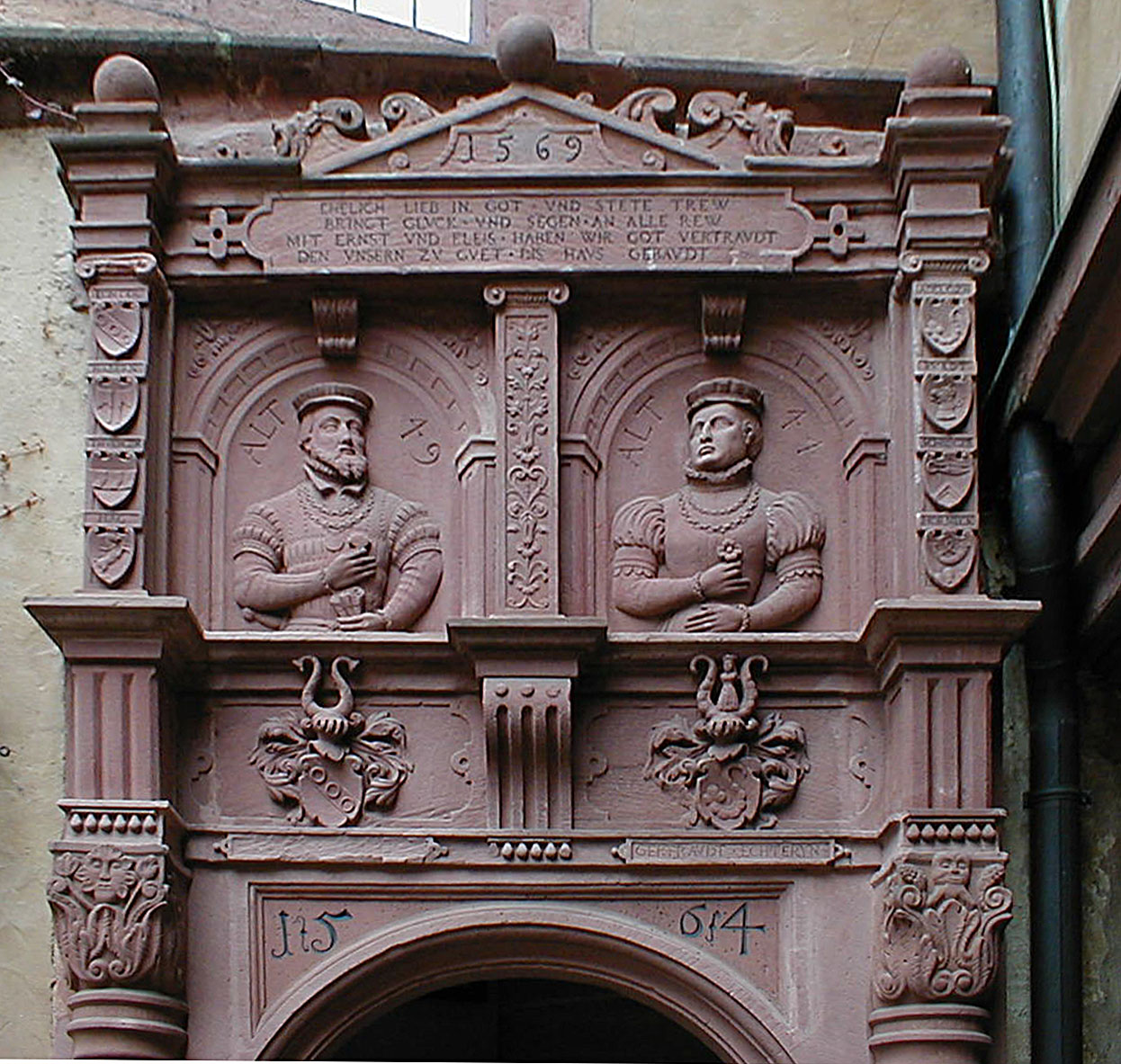
Pierre Echter von Mespelbrunn et son épouse Gertraud, les parents de Jules Echter von Mespelbrunn, devant le château de Mespelbrunn

Pour servir la Contre-Réforme, Jules Echter von Mespelbrunn procède à l'expulsion des protestants, des juifs et à de meurtrières chasses aux sorcières. Par ailleurs, il fonde  en 1579 un hôpital,  l'université de Wurtzbourg en 1582 et la dote de brillants universitaires. Le premier docteur de médecine à y enseigner fut le mathématicien-chanoine Adrien Romain qu'il finit par nommer son médecin personnel.

## Sources
- (de) Gottfried Mälzer : Julius Echter. Leben und Werk. Wurtzbourg, Echter 1989,  (ISBN 3-429-01255-4)
- (de)  Michael Meisner : Julius Echter von Mespelbrunn. Fürstbischof zwischen Triumph und Tragik. Stürtz, Wurtzbourg, 1989,  (ISBN 3-8003-0358-2)
- (de) Barbara Schock-Werner : Die Bauten im Fürstbistum Würzburg unter Julius Echter von Mespelbrunn. Struktur, Organisation, Finanzierung und künstlerische Bewertung. Schnell & Steiner, Ratisbonne, 2005,  (ISBN 3-7954-1623-X)
- (de)  Joh. Nep. Buchinger : Julius Echter von Mespelbrunn: Bischof von Würzburg und Herzog von Franken. - Voigt und Mocker, Wurtzbourg, 1843. - VI.
- (de) Soldan-Heppe : Geschichte der Hexenprozesse. Band 2, Reprint der Ausgabe von 1911, Munich, p. 16 B0000BUQ8A
- (de) Alfons Schott : Julius Echter und das Buch. Phil. Diss. Wurtzbourg, 1953